# Robert Moskwa
Robert Moskwa (ur. 13 listopada 1965 we Wrocławiu) – polski aktor filmowy i teatralny, karateka.

## Życiorys

### Edukacja
Przez trzy lata studiował filologię polską na Uniwersytecie Szczecińskim. W 1991 ukończył studia aktorskie w Państwowej Wyższej Szkole Teatralnej we Wrocławiu.

### Kariera zawodowa

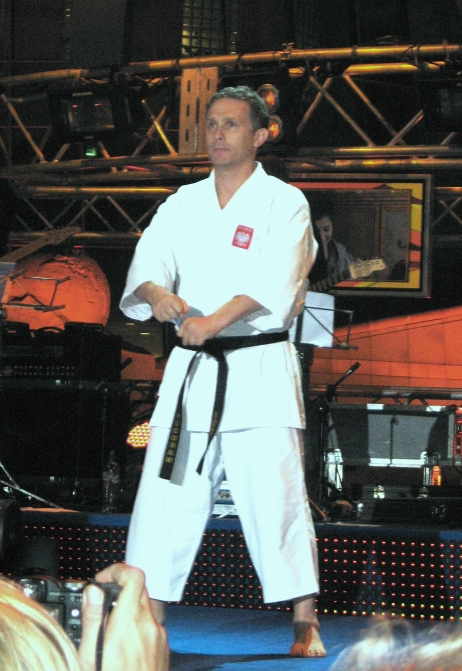
Moskwa jako reprezentant Polski podczas zawodów w karate (2009)

Od 17. roku życia trenuje karate. W 2009 uzyskał czarny pas Federacji Karate Shotokan i Fudokan oraz wraz z Maciejem Grubskim otworzył szkołę sportową „Karate Stars”, a w 2011 został prezesem Stowarzyszenia „Klub Karate Stars”. W 2014 zdobył dwa złote medale w Pucharze Europy Karate Shotokan NSKF (Nihon Shotokan Karate Federation). Jest zawodnikiem Reprezentacji Artystów Polskich w piłce nożnej.
W 1990 został współzałożycielem i dyrektorem wrocławskiego Teatr ProSceM – Promocyjna Scena Młodych, którego nazwę później zmienił na Teatr K2 i którego działalność zawiesił w czerwcu 2005. W 1991, będąc na czwartym roku studiów aktorskich, wyjechał do Francji, gdzie przez pół roku występował w teatrze Terre de Scene Internationale. Od 2004 występuje w roli Artura Rogowskiego w serialu TVP2 M jak miłość.
Uczestniczył w pierwszej i szóstej edycji programu rozrywkowego Jak oni śpiewają (2007, 2009) w telewizji Polsat, w drugiej edycji programu Gwiazdy tańczą na lodzie (2008) w TVP2 i w pierwszej edycji programu Celebrity Splash! (2015) w Polsacie. Odrzucił propozycję występu w programie rozrywkowym Taniec z gwiazdami w TVN i Ninja Warrior Polska w Polsacie.
Jest trenerem biznesu i komunikacji międzyludzkiej oraz ekspertem w zakresie programowania neurolingwistycznego, ma certyfikat mistrza praktyka wydawany przez Polski Instytut NLP. Jest doradcą ds. frankowych, prowadzi kanał na platformie Facebook „Frank TV”, na którym dzieli się praktycznymi radami z frankowiczami. Angażuje się w akcje charytatywne.
W 2021 wrócił na scenę teatralną po ponad 20-letniej przerwie, grając Slatera w spektaklu Kochane pieniążki w Teatrze Capitol w Warszawie. W listopadzie 2023 zadebiutował w obsadzie objazdowej sztuki Cudowna terapia warszawskiego Teatru SKENE.

## Życie prywatne
Ma młodszą o sześć lat siostrę, Monikę, która jest aktorką, tancerką i projektantką mody.
Pod koniec lat 90. rozwiódł się z pierwszą żoną, z którą ma córkę Paulinę. W latach 2015–2018 był żonaty z młodszą o 28 lat trenerką fitnessu Patrycją Cieślak, z którą ma córkę Nadię (ur. 2017).

## Filmografia

### Filmy
- 1991: Kroll jako Bogunia
- 1991: Kobieta na wojnie (A woman at war) jako mężczyzna w tramwaju
- 2007: Manfred Tryb jako dyrektor
- 2011: Wygrany jako dyrektor Hali Ludowej
- 2016: Historia Roja jako Stanisław Borodzicz „Wara”

### Seriale
- 1998–1999: Życie jak poker jako recepcjonista
- od 2004: M jak miłość jako doktor Artur Rogowski, mąż Marii
- 2007–2009: Tylko miłość jako Paweł Nadolski, pracownik agencji reklamowej, przyjaciel Wiktora Roznera
- 2011: Licencja na wychowanie jako sąsiad Leszczyńskich (odc. 91)
- 2015: Historia Roja jako Stanisław Borodzicz „Wara” (odc. 1)
- 2018: Ojciec Mateusz jako mecenas Karol Jabłoński (odc. 248)

### Polski dubbing
- 2008: Speed Racer

## Teatr
- od 2021: Kochane pieniążki (reż. Jerzy Bończak) jako Slater; Teatr Capitol w Warszawie
- od 2023: Cudowna terapia (reż. Dariusz Taraszkiewicz); Teatr Skene w Warszawie